# Plouhinec, Morbihan
Plouhinec är en kommun i departementet Morbihan i regionen Bretagne i nordvästra Frankrike. Kommunen ligger i kantonen Port-Louis som tillhör arrondissementet Lorient. År 2022 hade Plouhinec 5 343 invånare.

## Befolkningsutveckling
Antalet invånare i kommunen Plouhinec
| Referens: INSEE |